# کهوکها
کهوکها (به انگلیسی: Khukha) یک شهرک در پاکستان است که در ناحیه جهلم واقع شده‌است.